# Espirulina (suplemento dietético)

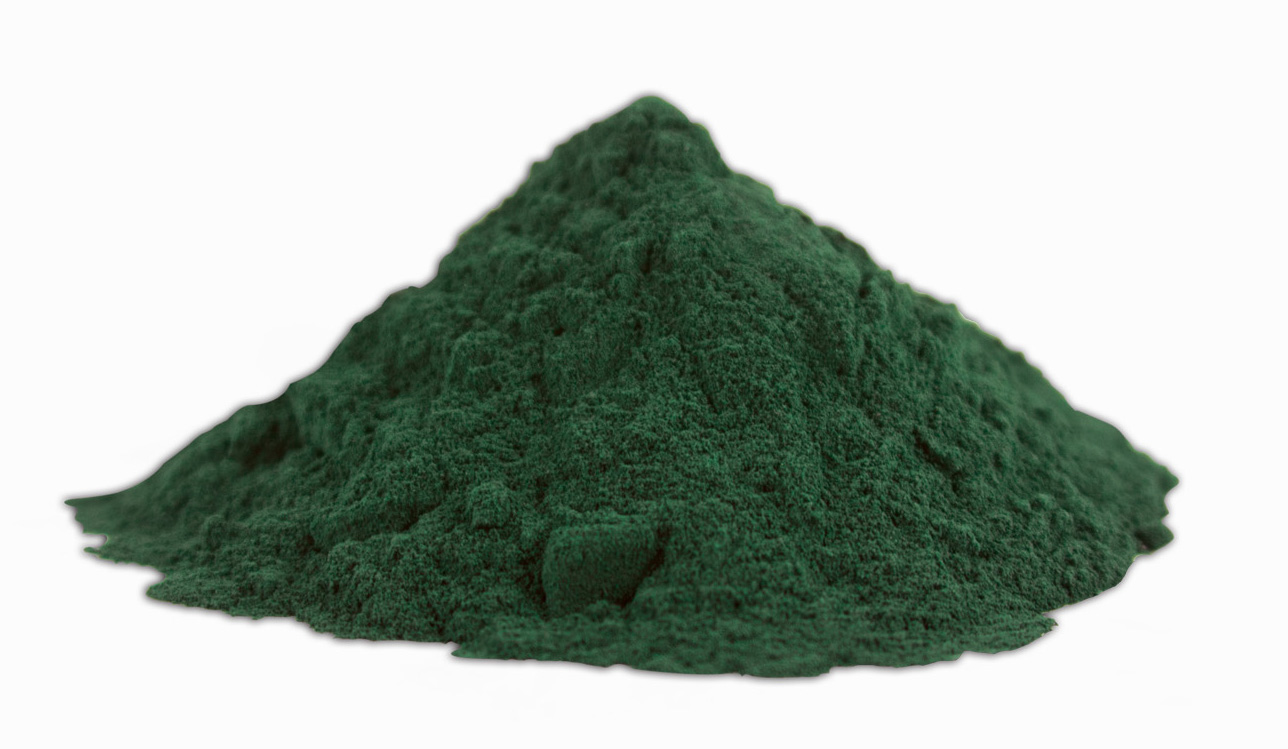
Espirulina em pó.

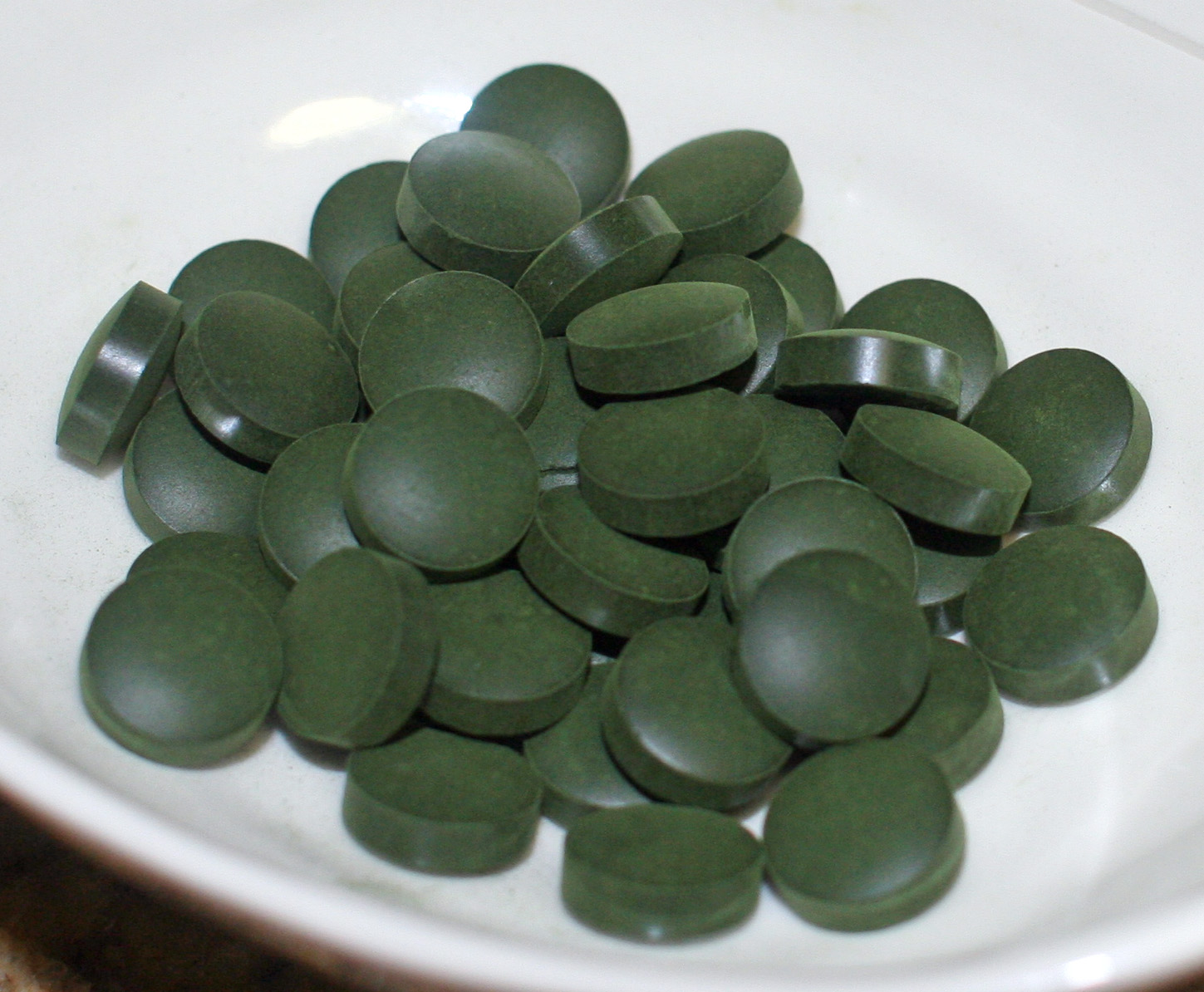
Comprimidos de espirulina.

Espirulina é um suplemento dietético obtido a partir de cianobactérias, uma classe de organismos unicelulares anteriormente conhecida como "algas azuis". As cianobactérias mais utilizadas pertencem ao género Arthrospira, com destaque para Arthrospira platensis e Arthrospira maxima, espécies que anteriormente estavam incluídas no género Spirulina, razão pela qual o nome «spirulina» (ou «espirulina») continua a ser utilizado para designar o suplemento nutricional delas obtido.

## Usos
O emprego de espirulina para a alimentação não é novo, visto que existem evidências de que os astecas a consumiam, procedente do lago de Texcoco. Grupos étnicos da região do lago Chade, como os canembus, também incluíam espirulina na sua dieta habitual na forma de bolos. Os habitantes actuais das margens do Lago Chade também extraem espirulina, a que chamam dihé, das charcas temporárias que se formam ao longo da margem do lago. Em 2007 começou-se a explorar de forma mais eficiente para comercialização como forma de obter rendimentos para melhorar as condições de vida das mulheres mais pobres das localidades ribeirinhas.
Actualmente o produto é consumido como suplemento nutricional em forma de comprimidos. Os seus principais consumidores são os vegetarianos,[carece de fontes?] devido ao elevado teor de proteínas de alto valor biológico.  faz deste produto uma alternativa à proteína de soja no fabrico de rações, tanto para gados como para animais de estimação. Também é fonte dos pigmentos ficocianina e xantofila e de ácidos graxos poli-insaturados.
O seu cultivo industrial não se iniciou até 1962, no Chade.

## Características nutricionais
Suplementos à base de espirulina contêm, em média:
- Proteínas: ao redor de 57%–65% do peso seco é constituído por proteínas. Contém todos os aminoácidos essenciais, com alta disponibilidade.
- Hidratos de carbono: entre 8 e 14% principalmente na forma de polissacarídeos dos quais os monômeros principais são glucose, galactose, manose e ribose.
- Lipídios: aproximadamente 6%, mas tanto as suas quantidades como composição variam em função das condições de cultivo, principalmente luz e nitrogénio. Luz escassa aumenta o teor de lípidos como reserva de energia.
- Ácidos nucleicos: baixo conteúdo em ácidos nucleicos.
- Vitaminas: elevadas concentrações de pigmentos, entre eles β-caroteno, isto é, pró-vitamina A. Além disto, a Spirulina é o organismo não animal com maior conteúdo em vitamina B12 ou cobalamina, porém essa vitamina é análoga.[13][14]
- Glúcidos: entre 8% e 14%, principalmente na forma de polissacarídeos.

## Comprovação científica ainda insuficiente
Existem estudos em humanos, mas são escassos e as amostras que lhe serviram de base são muito reduzidas, pelo que no presente não pode ser assegurada com certeza a sua utilidade.